# Simon Jentzsch
Simon Jentzsch (4 de mayo de 1976, Düsseldorf, Alemania) es un exfutbolista alemán con ciudadanía británica que se desempeñaba como guardameta. Su último club fue el FC Augsburg de Alemania.

## Trayectoria
Nacido en Düsseldorf, Jentzsch comenzó su carrera profesional en el KFC Uerdingen 05 (entonces llamado Bayer). Sin disputar partidos, se marchó en 1995 al Karlsruher SC, en donde fue suplente durante un tiempo largo hasta que en la temporada 1998/99, con el equipo en Segunda División, pasó a ganar minutos en el campo. Nunca llegó a ser titular, por lo que en julio del 2000 ficha por TSV 1860 Munich.
Con el club de Munich no logró avanzar de mitad de la tabla en las 3 temporadas que disputó, por lo que al finalizar la temporada 2002/03 y habiendo disputado 96 partidos, decidió firmar para VfL Wolfsburg. En el equipo de los "lobos", tras años de vagar por la mitad de tabla y hasta pelear el descenso, formó una escuadra interesante, con muchos extranjeros (los argentinos Menseguez, D'Alessandro, Klimowicz, el búlgaro Martin Petrov, el neerlandés Kevin Hofland, el ghanés Hans Sarpei y el guineano Pablo Thiam entre otros) que llevaron a pelear arriba al equipo y a ingresar a zona de copas europeas, clasificando para las Copa Intertoto en 2003, 2004 y 2005. 
Con la llegada del suizo Diego Benaglio para la temporada 2007/08, perdería la titularidad, aunque apareció en 15 partidos que ayudaron al Wolfsburg a conseguir una plaza en la Copa de la UEFA. El 31 de marzo de 2009, el contrato con Wolfsburg se dio por terminado.
El 9 de junio, firmó un contrato con FC Augsburg, donde jugó hasta el 2013, año en que se retiró del fútbol profesional.

## Selección nacional
En 1995 Simon llegó con la selección sub-20 a la primera fase de la Copa Mundial de Fútbol Sub-20, que tuvo lugar en Catar. En 1996 el portero alemán de origen inglés fue convocado a disputar los partidos internacionales con la selección sub-21. Durante 2 temporadas disputó un total de 12 partidos. De 1999 hasta 2005 participó en 9 partidos con la Selección B de fútbol de Alemania. Una vez fue convocado a la selección absoluta, aunque no disputó ni un partido con el equipo nacional.

### Participaciones en Copas del Mundo
| Mundial                               | Sede  | Resultado    |
| ------------------------------------- | ----- | ------------ |
| Copa Mundial de Fútbol Sub-20 de 1995 | Catar | Primera fase |

## Clubes
| Club          | País     | Año         |
| ------------- | -------- | ----------- |
| Karlsruher SC | Alemania | 1996 - 2000 |
| 1860 Munich   | Alemania | 2000 - 2003 |
| VfL Wolfsburg | Alemania | 2003 - 2009 |
| FC Augsburg   | Alemania | 2009 - 2013 |

## Palmarés
- Bundesliga: 2008-09